# Sclerobelemnon theseus
Sclerobelemnon theseus är en korallart som beskrevs av Bayer 1959. Sclerobelemnon theseus ingår i släktet Sclerobelemnon och familjen Kophobelemnidae. Inga underarter finns listade i Catalogue of Life.